# 46392 Bertola
46392 Bertola è un asteroide della fascia principale. Scoperto nel 2002, presenta un'orbita caratterizzata da un semiasse maggiore pari a 2,3914900 UA e da un'eccentricità di 0,2177795, inclinata di 9,68412° rispetto all'eclittica.